# Syra (grundsmak)
| Syra Surhet |
| --- |
| Citroner är tydligt sura frukter. - Beskrivning – en av grundsmakerna - Karaktär – kopplad till syra och lågt pH-värde - Funktion – som varningssignal för förkomna matvaror |

Syra eller surhet är en grundsmak. Den kännetecknas av förekomsten av syra och lågt pH-värde. Frukter som ofta beskrivs genom sin surhet är citron och lime.

## Förekomst och känslighet
Surhet är smaken som registrerar ett ämnes pH-värde genom att reagera på oxoniumjoner, H3O+, och den biokemiska receptormekanismen med jonkanaler liknar den för sälta. Det har också framkastats att bikarbonatjoner, HCO3–, medverkar för att ge surhet åt svagare syror såsom exempelvis koldioxid.
Exempel på sura eller syrliga matvaror är olika frukter, vinäger och ättika. Syra förekommer även i aromatiska kryddor som basilika, koriander, kummin och mynta.
Surheten kan, i likhet med andra grundsmaker, uppfattas på alla delarna av en människas tunga. I snitt cirka 0,017 procent av en syra krävs för att en människa ska kunna upptäcka en sur smak.
Sur eller syrlig mat kan kombineras bra med socker och salt i matlagningen, och på egen hand klarar syra av att dämpa beska. Syran kan i sig döljas via tillskott av sötma.
En gnutta – men inte obegränsat – syra i mat förhöjer även andra smakupplevelsern. Lite surt eller syrligt i maten kan beskrivas som "läskande". Känslan i munnen av något surt är dock att munnen "snörper sig", vilket kan upplevas som "torrhet".

## Biologisk roll
Ursprungligen fungerade de sura och beska smakerna som varningar i samband med födointag. Ankommen mat är ofta sur, medan beskan kan signalera förekomst av växtgift. Under historiens gång har dessa båda smaker även kommit att anammas till njutningsfyllda upplevelser ihop med mat och dryck. En sur smak får det också att vattnas i munnen, det vill säga det sätter igång salivutsöndringen.
Syra syrning är del av olika slags konservering av mat. Syran bidrar med denaturering av livsmedlet, och sjukdomsframkallande ämnen konkurreras ut.